# Смолина
Смо́лина (рос. Смолина) — присілок у складі Шатровського району Курганської області, Росія. Входить до складу Кондінської сільської ради.
Населення — 196 осіб (2010, 258 у 2002).
Національний склад станом на 2002 рік: росіяни — 92 %.